# Федчук Сергій Володимирович
Сергі́й Володи́мирович Федчу́к (10 березня 1981 — 17 серпня 2014) — молодший сержант 25-ї окремої повітрянодесантної бригади Збройних сил України, учасник російсько-української війни.

## Життєпис
Народився 1981 року в місті Кривий Ріг (Дніпропетровська область). 1999 року закінчив Криворізький професійний транспортно-металургійний ліцей, слюсар з ремонту автомобілів. Працював у ПАТ «АрселорМіттал Кривий Ріг».
Мобілізований у березні 2014-го, гранатометник, 25-а окрема повітрянодесантна бригада.
Загинув 17 серпня 2014 року під час обстрілу, що вели терористи з БМ-21 «Град», в ході пошуково-ударних дій у зоні бойових дій. Тоді ж полягли капітани Ричков Вадим Володимирович та Шевчук Сергій Мирославович; лейтенант Коза Денис Євгенович; лейтенант Гаврюшин Денис Юрійович; старші сержанти Ятченко Сергій Олександрович, Король Віталій Сергійович; молодший сержант Маковей Сергій Олександрович; старший солдат Вакулич Володимир Володимирович; солдати Приходько Дмитро Вікторович та Єманов Олексій Петрович.
22 серпня 2014 року похований у Кривому Розі. Залишились дружина, донька (2005 р. н.) та син (2010 р. н.).

## Вшанування пам'яті
- У Саксаганському районі Кривого Рогу 25 вересня о 10:00 на фасаді КЗШ № 119 відкрито три дошки на честь Федчука Сергія Володимировича, Ганічева Сергія Олексійовича, Балагланова Павла Юрійовича[3].
- Його портрет розміщений на меморіалі «Стіна пам'яті полеглих за Україну» у Києві: секція 3, ряд 1, місце 12.
- Вшановується 17 серпня на щоденному ранковому церемоніалі вшанування українських захисників, які загинули цього дня у різні роки внаслідок російської збройної агресії[4]
- відзнака міста Кривий Ріг «За заслуги перед містом» 3 ступеня (посмертно)

## Нагороди
14 листопада 2014 року за особисту мужність і героїзм, виявлені у захисті державного суверенітету та територіальної цілісності України, вірність військовій присязі під час російсько-української війни, відзначений — нагороджений орденом «За мужність» III ступеня (посмертно).